# Amidophosphoribosyltransferase
Die Amidophosphoribosyltransferase (ATase), auch GPAT genannt, ist das Enzym, das einen Amidrest von Glutamin auf PRPP überträgt und dabei Pyrophosphat abspaltet. Dieser Reaktionsschritt in der Purinbiosynthese aller Lebewesen ist festlegend, das heißt, aus den Produkten dieser und der nächsten Reaktionen kann von nun an nur noch IMP hergestellt werden. Die ATase ist im Zytosol lokalisiert, kommt in allen Gewebetypen vor und benötigt als Cofaktoren Magnesium und einen Eisen-Schwefel-Cluster.

## Katalysierte Reaktion
+  + H2O {\displaystyle \rightleftharpoons }

{\displaystyle \rightleftharpoons }  +  + PPi
Aus PRPP und Glutamin entsteht 5-Phosphoribosylamin (PRA) und Glutamat. Die im Gleichgewicht befindliche Reaktion wird durch Hydrolyse des Diphosphats stark nach rechts verschoben. Als Hemmstoffe fungieren IMP, GMP und AMP.